# Marie Toft
Ane Marie Elise Toft, född 1813, död 1854, var en dansk godsägare. 
Hon var syster till lokalhistorikern Franziska Carlsen och politikern H. Carlsen. Hon gifte sig 1840 med godsägaren Harald Toft (1812-1841), ägare till godset Rønnebæksholm vid Næstved. 
Som änka med en liten dotter blev hon 1841 en framgångsrik godsägare på Rønnebæksholm, och gjorde godset till en fristad för frikyrkliga rörelser i Danmark, vilket skapade en konflikt med danska statskyrkan. 
Hon gifte sig 1851 med författaren och prästen Nicolai Frederik Severin Grundtvig (1783-1872). 